# تدمر بنت حسان
تدمر بنت حسان بن أذينة بن السميدع بن مزيد ابن عميلق بن لاوذ بن سام بن نوح وإليها تنسب مدينة تدمر.
ذكر ياقوت رواية لها عن إسماعيل بن محمد ابن خالد بن عبد الله القسري قال: كنت مع مروان بن محمد آخر ملوك بني أمية حين هدم حائط مدينة تدمر، فأفضى به الهدم إلى جرف عظيم، فكشفوا عنه صخرة فإذا ببيت مجصص كأن اليد رفعت عنه تلك الساعة، وإذا فيه سرير عليه امرأة مستلقية على ظهرها وعليها سبعون حلة منسوجة بالذهب، وإذا لها سبع غدائر مشدودة بخلخالها. ثم قال: فذرعت قدمها فإذا ذراع من غير الأصابع، وإذا في بعض غدائرها صحيفة ذهب مكتوب فيها: باسمك اللهما أنا تدمر بنت حسان، أدخل الله الذل على من يدخل بيتي هذا. فأمر مروان بالجرف فأعيد كما كـان ولم يأخذ مما عليها من الحلى شيئا، قال: فوالله ما مكثنا على ذلك إلا أياما حتى أقبل عبد الله بن علي فقتل مروان وفرق جيشه واستباحه وأزال الملك عنه وعن أهل بيته.